# Helmut Koinigg
Helmut Walter Koinigg (* 3. November 1948 in Wien; † 6. Oktober 1974 in Watkins Glen, USA) war ein österreichischer Automobilrennfahrer. Er gewann 1973 die Gesamtwertung der Formel Super V. In seinem erst zweiten Formel-1-Rennen verunglückte er tödlich.

## Formel 1
Bei seinem ersten Qualifying für ein F1-Rennen, dem Grand Prix von Österreich 1974, in einem Brabham BT42 der italienischen Scuderia Finotto verfehlte er als Trainingsletzter die Qualifikation zum Rennen.
Als beim Team Surtees die beiden Stammfahrer Carlos Pace und Jochen Mass gekündigt hatten, weil sie das Fahrzeug für zu unsicher hielten, lud John Surtees Koinigg zu einem Test in Goodwood ein und bot ihm danach einen Zweijahresvertrag an. Beim Großen Preis von Kanada auf dem Mosport International Raceway fuhr Koinigg mit einem Surtees TS16 nach Platz 22 am Start als Zehnter durchs Ziel und brachte dem Team eines der besten Ergebnisse in der Saison. Beim Großen Preis der USA in Watkins Glen zwei Wochen später erreichte Koinigg ebenfalls nur den 22. Startplatz. In der neunten Runde kam er aus nie ganz geklärten Gründen an einer eigentlich recht langsamen Stelle von der Bahn ab. Beim Aufprall auf die Leitplanke löste sich dort das untere der drei Stahlbänder aus der Halterung und der Wagen schoss durch die Leitplanke hindurch. Dabei durchtrennte die Unterkante des mittleren, stehen gebliebenen Stahlbandes den Hals des Fahrers. Sein Unfall war vorerst nicht einmal bemerkt worden, so dass es Unklarheiten gab und auch davon gesprochen wurde, dass der Unfall in der achten bzw. zehnten Runde passiert sei.

## Langstreckenrennen
International startete Koinigg auch bei Langstreckenrennen. Unter anderem fuhr er beim 1000-km-Rennen auf dem Nürburgring 1972 zusammen mit Guy Edwards einen Lola T 290, der jedoch nach einem Leck in der Benzinleitung ausfiel. 1974 wurde er mit Manfred Schurti auf einem Porsche 911 Carrera RSR des Martini Racing Teams Siebter in der Gesamtwertung des 1000-km-Rennens. In der Europameisterschaft für Tourenwagen fuhr er ebenfalls, zum Beispiel im 6-Stunden-Rennen auf dem Nürburgring 1973 mit Werner Schommers in einem Ford Escort und 1974 mit Harald Ertl in einem BMW 3.0 CSL, mit dem er allerdings durch einen Bremsdefekt verunglückte und ausschied. 1973 und 1974 startete er beim 24-Stunden-Rennen von Le Mans.

## Privates
Helmut Koinigg war Publizistik- und Maschinenbaustudent und verheiratet. Wenige Tage nach dem Unfall in Watkins Glen wurde er auf dem Hietzinger Friedhof beerdigt.

## Statistik

### Statistik in der Automobil-Weltmeisterschaft

#### Gesamtübersicht
| Saison | Team         | Chassis | Motor        | Rennen | Siege | Zweiter | Dritter | Poles | schn. Runden | Punkte | WM-Pos. |
| ------ | ------------ | ------- | ------------ | ------ | ----- | ------- | ------- | ----- | ------------ | ------ | ------- |
| 1974   | Surtees-Ford | TS16    | Cosworth DFV | 2      | –     | –       | –       | –     | –            | –      | 33.     |
| 1974   | Brabham-Ford | BT42    | Cosworth DFV | –      | –     | –       | –       | –     | –            | –      | 33.     |

#### Einzelergebnisse
| Saison | 1 | 2 | 3 | 4 | 5 | 6 | 7 | 8 | 9 | 10 | 11  | 12 | 13 | 14  | 15 |
| ------ | - | - | - | - | - | - | - | - | - | -- | --- | -- | -- | --- | -- |
| 1974   |   |   |   |   |   |   |   |   |   |    |     |    |    |     |    |
|        |   |   |   |   |   |   |   |   |   |    | DNQ |    | 10 | DNF |    |

| Legende  | Legende            | Legende                                                          |
| Farbe    | Abkürzung          | Bedeutung                                                        |
| -------- | ------------------ | ---------------------------------------------------------------- |
| Gold     | –                  | Sieg                                                             |
| Silber   | –                  | 2. Platz                                                         |
| Bronze   | –                  | 3. Platz                                                         |
| Grün     | –                  | Platzierung in den Punkten                                       |
| Blau     | –                  | Klassifiziert außerhalb der Punkteränge                          |
| Violett  | DNF                | Rennen nicht beendet (did not finish)                            |
| Violett  | NC                 | nicht klassifiziert (not classified)                             |
| Rot      | DNQ                | nicht qualifiziert (did not qualify)                             |
| Rot      | DNPQ               | in Vorqualifikation gescheitert (did not pre-qualify)            |
| Schwarz  | DSQ                | disqualifiziert (disqualified)                                   |
| Weiß     | DNS                | nicht am Start (did not start)                                   |
| Weiß     | WD                 | zurückgezogen (withdrawn)                                        |
| Hellblau | PO                 | nur am Training teilgenommen (practiced only)                    |
| Hellblau | TD                 | Freitags-Testfahrer (test driver)                                |
| ohne     | DNP                | nicht am Training teilgenommen (did not practice)                |
| ohne     | INJ                | verletzt oder krank (injured)                                    |
| ohne     | EX                 | ausgeschlossen (excluded)                                        |
| ohne     | DNA                | nicht erschienen (did not arrive)                                |
| ohne     | C                  | Rennen abgesagt (cancelled)                                      |
| ohne     | keine WM-Teilnahme |                                                                  |
| sonstige | P/fett             | Pole-Position                                                    |
| sonstige | 1/2/3/4/5/6/7/8    | Punktplatzierung im Sprint-/Qualifikationsrennen                 |
| sonstige | SR/kursiv          | Schnellste Rennrunde                                             |
| sonstige | *                  | nicht im Ziel, aufgrund der zurückgelegten Distanz aber gewertet |
| sonstige | ()                 | Streichresultate                                                 |
| sonstige | unterstrichen      | Führender in der Gesamtwertung                                   |

### Le-Mans-Ergebnisse
| Jahr | Team              | Fahrzeug            | Teamkollege     | Teamkollege   | Platzierung | Ausfallgrund  |
| ---- | ----------------- | ------------------- | --------------- | ------------- | ----------- | ------------- |
| 1973 | Ford Motorenwerke | Ford Capri LV       | Jean Vinatier   | Gerry Birrell | Ausfall     | Ventilschaden |
| 1974 | Martini Racing    | Porsche Carrera RSR | Manfred Schurti |               | Ausfall     | Feuer         |

### Einzelergebnisse in der Sportwagen-Weltmeisterschaft
| Saison | Team                            | Rennwagen                      | 1   | 2   | 3   | 4   | 5   | 6   | 7   | 8   | 9   | 10  | 11  |
| ------ | ------------------------------- | ------------------------------ | --- | --- | --- | --- | --- | --- | --- | --- | --- | --- | --- |
| 1972   | Barclays Racing                 | Lola T290                      | BUA | DAY | SEB | BRH | MON | SPA | TAR | NÜR | LEM | ZEL | WAT |
| 1972   | Barclays Racing                 | Lola T290                      |     |     |     |     | DNF |     |     |     |     |     |     |
| 1973   | Ford Deutschland Martini Racing | Ford Capri Porsche Carrera RSR | DAY | VAL | DIJ | MON | SPA | TAR | NÜR | LEM | ZEL | WAT |     |
| 1973   | Ford Deutschland Martini Racing | Ford Capri Porsche Carrera RSR |     |     |     |     |     |     |     | DNF | 8   |     |     |
| 1974   | Eberhard Sindel Porsche         | Porsche 911 Carrera            | MON | SPA | NÜR | IMO | LEM | ZEL | WAT | LEC | BRH | KYA |     |
| 1974   | Eberhard Sindel Porsche         | Porsche 911 Carrera            |     | DNF | 8   | DNF | DNF | DNF |     |     |     |     |     |